# 수소저장합금
수소저장합금(水素貯藏合金, hydrogen storage alloy)은 고압이나 저온 등 특수한 상태에서 수소를 흡수하여 금속 수소화물이 되어 압력이나 열 변화에 의해 수소를 방출하여 흡열하는 성질의 합금을 말한다.
수소 엔진의 연료 탱크로서의 실용화에 가장 기대되고 있는 것이 이 마그네슘과 니켈의 합금이다. 수소와 화합하는 금속이 있다는 것은 예부터 잘 알려져 있었다. 최근 수소에너지가 새 에너지로서 그 특성이 재인식되어 세계 각국에서 실용화를 향한 연구 개발이 추진중에 있다.

## 특징 및 응용
액체, 기체의 수소에 비하여 수소흡장합금은 안전하고 다루기 쉬운 등 몇 가지 장점이 있다.
수소흡장합금은 비교적 간단히 수소화할 수 있다. 합금과 접하는 수소가스의 기압을 올려주거나, 가스의 온도를 내려주면 된다. 금속수소화물로 만들면 보통 온도의 수소 가스에 비하여 체적이 1,500분의 1이 된다. 그래서 수소자동차의 연료 봄베로서 안성맞춤이라는 것이다.
수소의 저장, 수송의 연구에서 합금의 갖가지 특성이 발견되어 광범한 응용의 가능성이 열리게 되었다. 금속의 수소화는 열의 이동을 수반하는 가역반응이므로, 이 반응을 이용하면 냉난방 시스템을 만들 수가 있다. 태양열 등을 수소흡장합금의 봄베에 보내면 수소를 방출한다. 방출시킨 수소를 다른 봄베에 저장해 두었다가 필요할 때에 수소흡장합금의 봄베로 보내어 흡장시키면 발열하기 때문에 송풍장치와 짝지우면 난방장치가 된다. 거꾸로 수소흡장합금에서 수소를 방출시키면 흡열반응이 일어나 냉방을 위한 냉열원이 된다. 다른 냉난방 시스템과 다른 특징은 수소흡장합금의 종류를 달리하여 여러 가지 단계의 온도로 이루어진 열원을 얻을 수 있다는 점이다. 합금과 수소를 밸브 조작만으로 분리시킬 수가 있으므로 반응을 정지시켜 둘 수도 있다. 즉 열을 축적한다는 것이다. 태양 에너지의 장기축열을 위한 수소흡장합금의 이용도 개발 연구되고 있는데, 봄 동안 계속 축열해 두었다가 그 에너지를 여름 냉방에 사용하고, 또한 가을에 축열한 것을 겨울 난방에 사용하는 것도 가능하다는 것이다.
수소흡장반응에 의한 압력 변화를 응용하면 기계 에너지로서도 사용할 수 있다. 기본적으로 2개의 수소흡장합금 봄베를 잇고, 그 사이에 피스톤을 달면 된다. 한쪽의 봄베를 가열하면 두 봄베 사이에 온도차가 생겨 압력의 차가 생긴다. 그러면 가열된 봄베는 수소를 방출하고 다른 한쪽 봄베 쪽으로 계속 흡수되기 때문에 그 사이의 피스톤이 작동한다. 이 방법을 사용하면 발전 등이 아주 쉬워진다. 가열 온도를 바꿈으로써 방출되는 수소의 압력도 달라지므로 이 압력차로 콤프레서를 만들 수도 있다. 이미 가스 액화기계가 만들어지고 있다(네덜란드 필립스사). 또한 수소흡장합금에 일단 흡장되었다가 다시 방출된 수소는 순도가 높아지므로 수소의 정제에도 도움이 된다.

## 실용화
현재 액체 수소는 고압의 용기를 사용하기 때문에 가장 먼저 해결해야 할 문제는 수소를 안전하게 수송, 저장 및 보관하는 것이다. 현재 수소의 저장과 수송은 기체인 채로 압력을 주어 탱크나 봄베에 넣는 방식으로 하고 있다. 손 안에 잡힐 만한 작은 병에 돌 같은 것이 들어 있다. 병 라벨에는 'Mg－5%Ni', 즉 니켈을 5% 함유한 마그네슘 합금이 붙어 있다. 중량이 불과 100g밖에 안 되는 이 합금을 380 °C에서 3기압 이상의 수소 가스에 닿게 하면 수소 가스를 80L나 흡수하게 된다. 한 되들이 병 45병분이다. 게다가 이 온도를 유지해 두면 흡수한 수소를 언제까지나 저장해 둘 수 있다. 따라서 필요할 때 다시 가열하든지 압력을 주면 수소를 방출한다. 그러나, 150kg/cm2에서 200kg/cm2이라는 고압으로 하기 때문에 안전성이 문제가 된다. 액체수소로 만들어서 운반하는 방법도 있지만, -253 °C까지 냉각시키는 에너지가 필요하여, 저장에는 값비싼 초저온 용기가 필요하다.